# Steffen Hombaum
Steffen Hombaum (* 11. August 1969; † 5. August 2018 in Berlin) wurde 1993 zum ersten Mister Germany erkoren.

## Leben
Der aus Trebitz in Sachsen-Anhalt stammende Bankkaufmann Hombaum, der als Hobbys neben Fitnesstraining auch Autofahren benannte, wurde am 6. Mai 1993 in Schwäbisch Gmünd zum ersten Mister Germany gewählt. Er qualifizierte sich für den Wettbewerb als Mister Sachsen-Anhalt. Bei der Wahl zum Mister Europa im Oktober desselben Jahres in Gera belegte er den zweiten Platz hinter dem  22-jährigen Franzosen Arnaud Van Pul. 
Hombaum, Prokurist bei der Commerzbank, lebte zuletzt in Berlin und erlag im August 2018 kurz vor seinem 49. Geburtstag einem Krebsleiden. Seine Beerdigung fand am 1. September in Trebitz statt.